# Mörtsjön (By socken, Dalarna)
Mörtsjön är en sjö i Avesta kommun i Dalarna och ingår i Dalälvens huvudavrinningsområde.